# 朱觀熑
安丘榮恪王朱觀熑（1504年—1535年），明朝魯藩第四代安丘王，安丘端惠王朱健樸的庶長子。

## 生平
嘉靖二年（1523年），安丘端惠王朱健樸去世。嘉靖四年（1525年）十月，朱觀熑襲封安丘王。
嘉靖十四年（1535年），朱觀熑去世，享年三十二歲，諡號榮恪。四年後，嫡長子朱頤堀襲爵。

## 家庭

### 妻
- 孔氏，嘉靖四年（1525年）十月冊為安丘王妃[1]。

### 子
- 嫡長子：安丘溫僖王朱頤堀